# Transporte espacial
O transporte espacial é o método de transporte de veículos tripulados e não-tripulados no (e através do) espaço. O transporte espacial está associado às tecnologias de propulsão de espaçonaves, direção (astrodinâmica), construção e lançamento de veículos com este objetivo.
Os custos associados ao transporte espacial são bastante elevados, e esse é provavelmente o maior entrave ao desenvolvimento e a realização de  experiências desde que apareceu o transporte espacial.
Este tipo de transporte, desenvolveu-se bastante no século XX, e no princípio do século XXI, e parece ser alvo de grande interesse e de futuras novas descobertas.
O transporte espacial é um campo fundamental para a exploração espacial, visando o reconhecimento dos corpos que compõem o espaço, a recolha de amostras de outros planetas, a procura de vida extraterrestre, fatores que são cruciais para a descoberta de respostas para as várias perguntas que o ser humano tem sobre a sua existência. Também suporta atividades tais como o lançamento de satélites de telecomunicações, que basicamente são fundamentais para a existência da sociedade como ela é em 2009, que nos permite usar telemóveis, Internet e recetores GPS vulgarmente.
Mas existe também outra aplicação de grande interesse que está diretamente ligada ao transporte espacial e alimenta um enorme desejo e curiosidade acerca do espaço, que é o turismo espacial. A ideia de poder ser um astronauta por um curto espaço de tempo, parece ser apelativa a muitos interessados. Aliás, desde 2001, começou a ser possível fazer turismo espacial, com a quantia monetária necessária e os requisitos físicos e psicológicos certos. Esta é talvez uma das componentes em maior crescimento no transporte espacial, e imagina-se que no futuro seja possível fazer uma viagem ao espaço, como se faz uma viagem de avião ou de carro a outro país.

## História do transporte espacial
O sonho realístico da viagem espacial teve como base as ideias desenvolvidas por Konstantin Tsiolkovsky, depois de ter visitado em 1895 a Torre Eiffel, seis anos após a inauguração. Todavia, Tsiolkovsky escrevia em russo, o que o limitou, visto que as suas ideias não causaram grande impacto fora da Rússia.
A viagem espacial tornou-se uma possibilidade da engenharia com um ensaio de Robert Hutchings Goddard publicado em 1919, A Method of Reaching Extreme Altitudes, onde analisa a possibilidade da utilização de foguetes de combustível líquido em viagens interplanetárias. As conclusões e descobertas na área dos foguetes e combustível líquido foram usados em primeiro como armas proporcionadas por foguete, tendo com intuito uso militar. As suas pesquisas foram importantes, pois os alemães aproveitaram o seu trabalho para desenvolver o Foguete V2.
A teoria da utilização dos foguetes de combustível líquido por parte de Goddard influenciou Hermann Oberth e Wernher von Braun, que mais tarde seriam personalidades importantes e decisivas no campo do transporte espacial. Oberth, Von Braun e Goddard, trabalharam em conjunto, trocando ideias e teorias sobres foguetes.
Em 1942 com Von Braun, a trabalhar na altura para a armada alemã, conseguiu com sucesso criar o primeiro foguete balístico, o A4 (mais conhecido por V-2) que no teste registou com sucesso a trajectória pré-definida e alcançou o destino a 193 quilómetros. Este acontecimento marcou o início da era espacial.

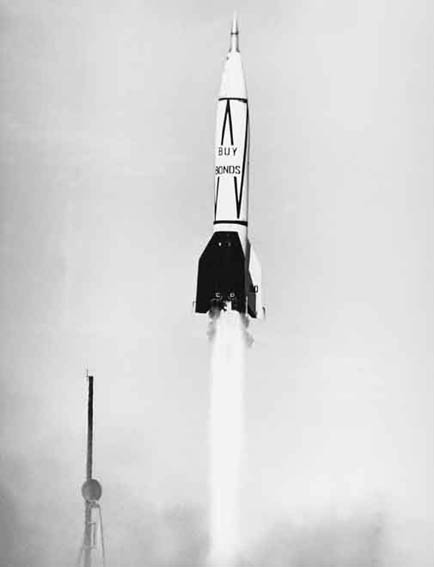
Figura 2: Foguete V2.

Quando a segunda guerra mundial terminou, Von Braun e os seus colegas alemães foram interrogados pelos russos, e a quando da desmantelação dos últimos V-2, estava lá um coronel da armada russa, Sergei Korolev. Dez anos mais tarde Sergei Korolev, já desenhador-chefe das naves espaciais na União Soviética, é o responsável pela criação das espaçonaves Vostok, Voshkod e Soyuz que, desde 1961, transportaram os cosmonautas soviéticos para órbita.
O programa espacial norte-americano começou com Von Braun e a sua equipa de sempre em El Paso, no Texas, onde seria lançado o primeiro V-2 em solo norte-americano. Em 1952 foi lançado o primeiro foguetão de dois andares o Bumper 8, no novo Cabo Canaveral situado no deserto Cabo Canaveral, Estados Unidos da América. A equipa de Von Braun trabalhou no desenvolvimento do super-V-2, que a armada dos Estados Unidos da América deu o nome de Redstone, local onde estava a ser criado.
Em 1956, a Agência de Mísseis Balísticos da Armada (Army Ballistic Missile Agency), começou a ser construído o Júpiter C. A 31 de Janeiro de 1958 foi lançado o primeiro satélite americano, Explorer 1. Três anos mais tarde o foguete Mercury lançava Alan Shepard e Virgil Grissom num voo espacial sub-orbital, antecedendo o primeiro voo orbital de John Glenn. Em 1957, a União Soviética lançou o Sputnik 1, o primeiro satélite artificial do mundo. No mesmo ano o Sputnik 2 foi lançado levando Laika, uma cadela que se tornou a primeira criatura terrestre a orbitar a Terra  (Viagem, [2007]). Em 1961, o primeiro ser humano a pilotar uma espaçonave, Yuri Gagarin, foi lançado pela União Soviética a bordo da Vostok I. Em 1958, foi criada a NASA, e dois anos mais tarde, Von Braun, a sua equipa e toda a Agência de Mísseis Balísticos da Armada (ABMA) foram transferidos para a NASA para formarem o núcleo do programa espacial da agência.

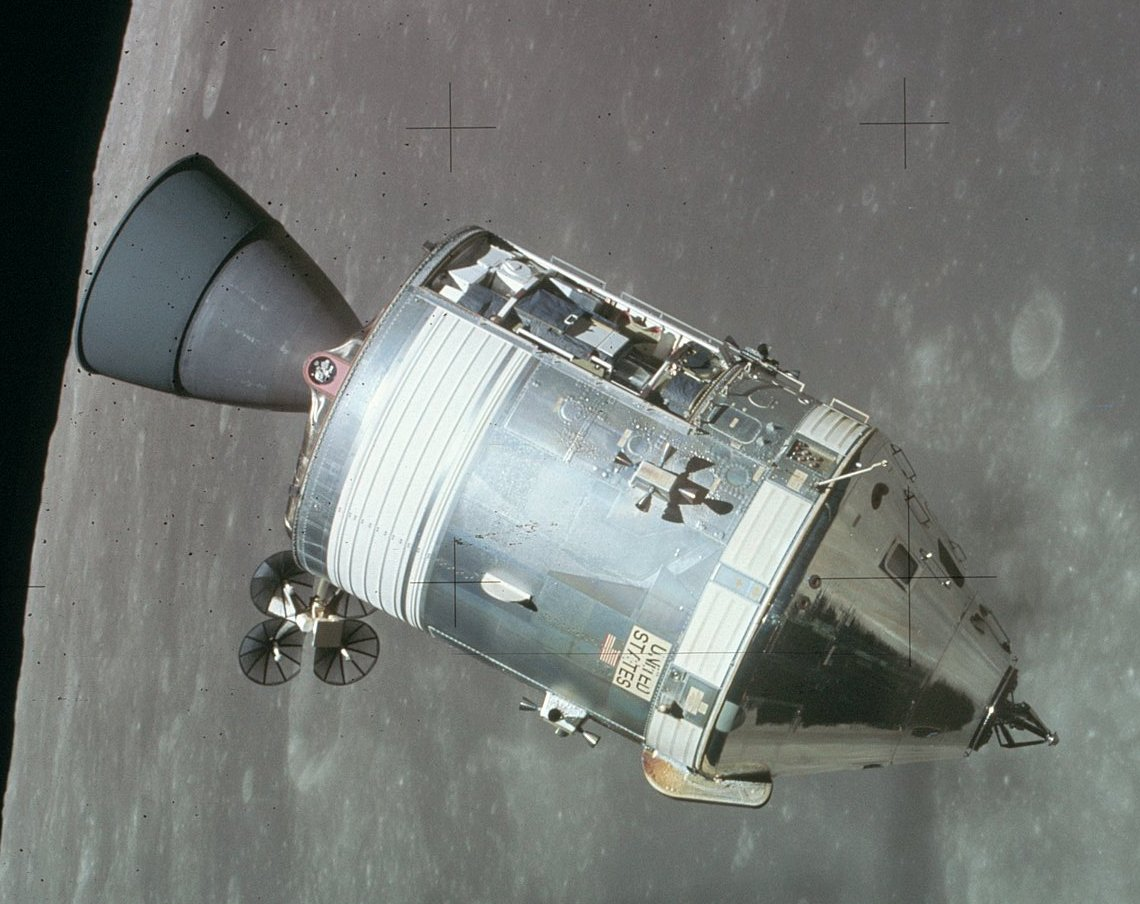
Figura 3: Espaçonave Apollo em órbita da Lua.

Em 1961, quando Alan Shepard ainda estava a ser congratulado por ser o primeiro americano no espaço, o presidente John F. Kennedy decidiu que os Estados Unidos da América seriam a primeira nação a chegar a Lua. O foguete Saturno I criado no Centro de Marshall da NASA no âmbito do projeto Apollo, pertence à série de foguetes Saturno, que foram na altura, os veículos de lançamento para o espaço mais potentes alguma vez criado, até à altura.

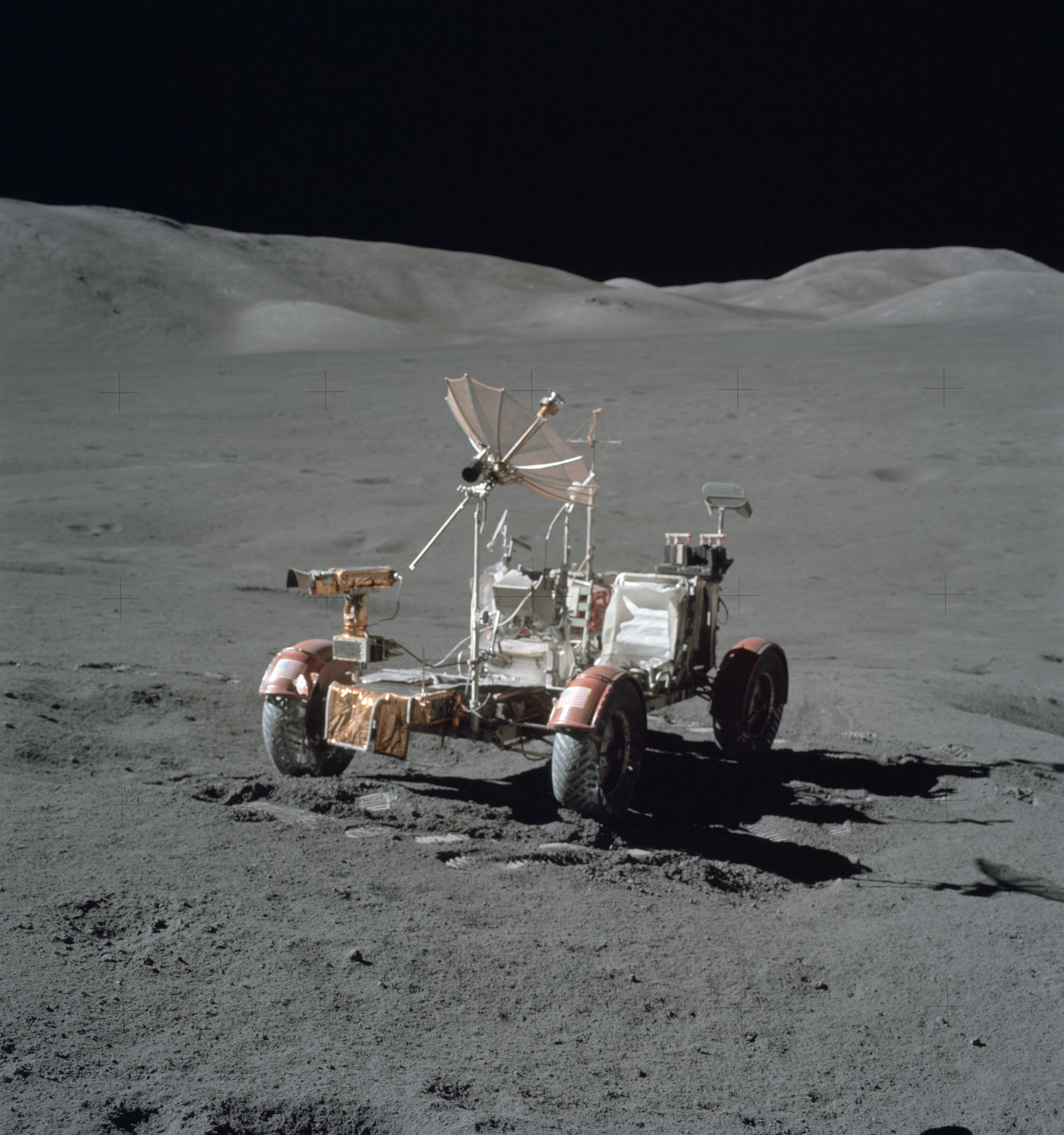
Figura 4: Rover lunar.

A 20 de Julho de 1969, uma transmissão, vinda do Mar da Tranquilidade (Mare Tranquillitatis), na Lua, informou: "A Águia (Eagle) pousou." Já na Lua os veículos de excursão lunar utilizados, o rover lunar, levaram os astronautas em excursões de longa distância para pesquisa e análise do solo lunar.
No dia 14 de Maio de 1973, o módulo Skylab foi posto em órbita, que seria a primeira estação espacial americana. O Skylab permitiu ao invés  dos foguetes - que a sua beleza era a subida (lançamento) ao espaço e depois a descida (recuperação) - que o espaço se tornasse num local para viver e trabalhar. O foguetão tornou-se um mero veículo de transporte para a colocação dos astronautas na estação espacial Skylab, pois o trabalho desenvolvido na estação era bem mais importante e alvo de curiosidade do que a viagem em si, já vista e contemplada.
Nos primeiros momentos de existência da estação espacial Skylab, ocorreram muitos problemas, mas a NASA, mostrou estar à altura e manteve tudo sobre controlo, o que levou o Skylab a ser um projecto de sucesso e de orgulho nacional. Mais tarde o projeto Apollo-Soyuz, levou uma equipa conjunta de norte-americanos e soviéticos num novo foguete desenvolvido pela NASA, o Saturno IB.
Depois do projeto Apollo, a NASA começou a desenvolver um sistema americano de transporte espacial, mais conhecido por space shuttle. A razão do sucesso do space shuttle reside nos seus motores, que são mais potentes e mais sofisticados dos que os existentes na altura. Podem ser usados várias vezes e durante cerca de 7,5 horas seguidas. Cada motor pesa aproximadamente 3,2 toneladas mas produz a potência equivalente a 7 grandes barragens.
Mas o sucesso nesta matéria ainda por explorar, e sem total domínio do homem, permitiu que acontecessem erros humanos. Depois de 24 voos bem sucedidos utilizando o space shuttle, o lançamento de foguetes ficou banalizado e alvo de menor destacamento, e a 28 de Janeiro de 1986 o Challenger explode, devido a um defeito nos tanques do combustível, matando todos os seus ocupantes.

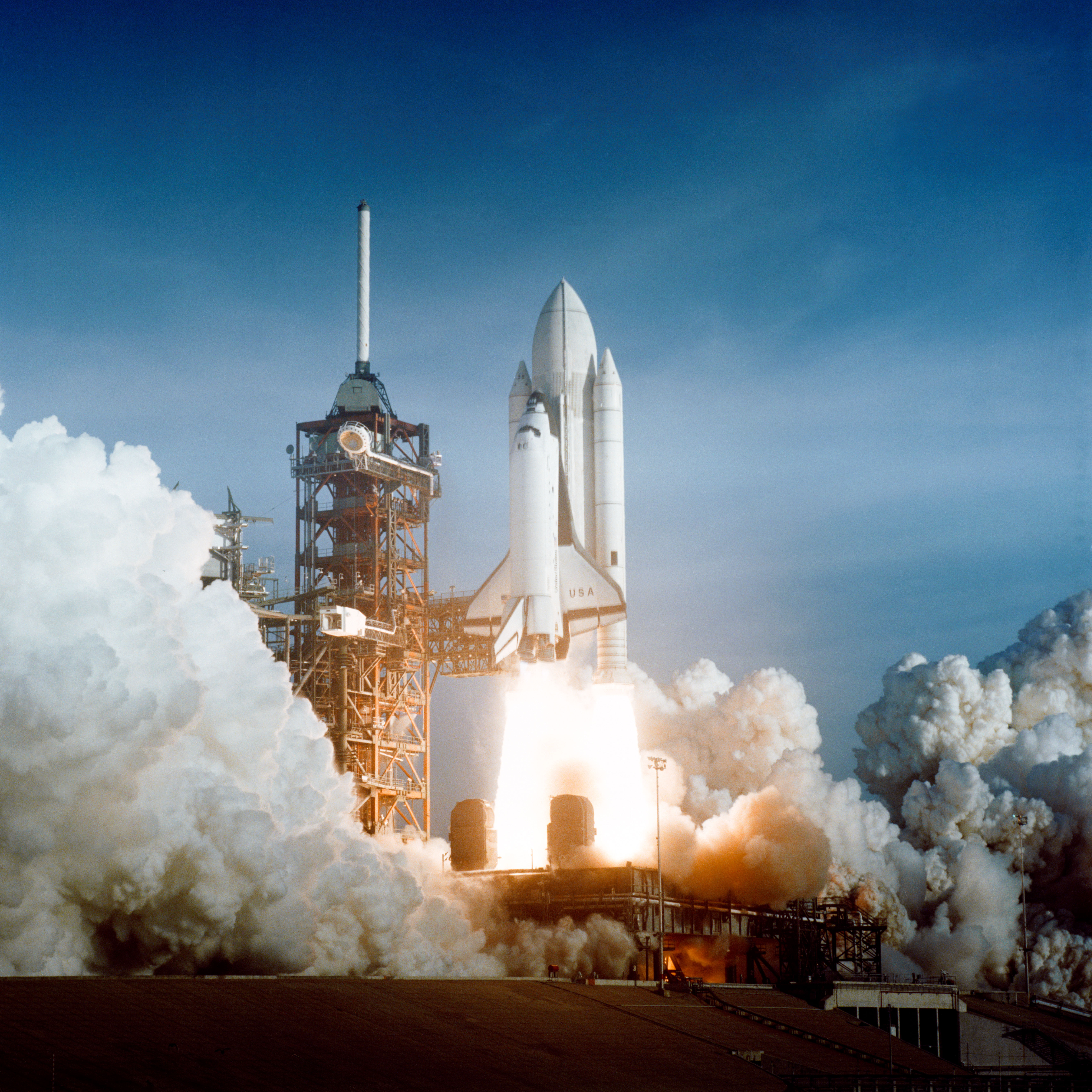
Figura 5: Lançamento do space shuttle Columbia.

Desde este acontecimento, a NASA concentrou-se em melhorar, e minimizar o possibilidade de insucesso, realizando testes rigorosos para prevenir futuros possíveis acidentes. Vários melhoramentos foram realizados de forma a desenvolver sistemas mais avançados tanto mecanicamente como eletronicamente.
Após a construção de vários space shuttle, nomeadamente Columbia, Challenger, Discovery, Atlantis e Endeavour, a exploração do espaço por parte homem tem vindo a aumentar e a conhecer novas fronteiras. Mas o transporte espacial deve ser levado com rigor e seriedade, pois podem acontecer acidentes a qualquer altura de qualquer forma, como aconteceu em 2003, a 1 de Fevereiro, quando o vaivém espacial Columbia se desintegrou, ao voltar da sua 28ª missão, devido a um pedaço de espuma que se soltou e embateu numa das asas e permitiu que o vaivém espacial se incendiasse e ficasse totalmente destruído.
Desde então o espaço tem sido alvo de grande interesse, pois o desejo de conhecimento do homem é insaciável, levando à pesquisa de vida em Marte, à procura de novos planetas, sistemas e mais a diante; ao turismo espacial, à evolução das tecnologias de comunicação, etc.
Uma coisa pode ser garantida, o futuro do homem está no espaço, e cada vez se irá saber mais sobre o que está para além do planeta Terra, talvez daqui a uns anos seja possível ter comunidades humanas noutros planetas  (Uma, [1999]).

## Aplicações do transporte espacial

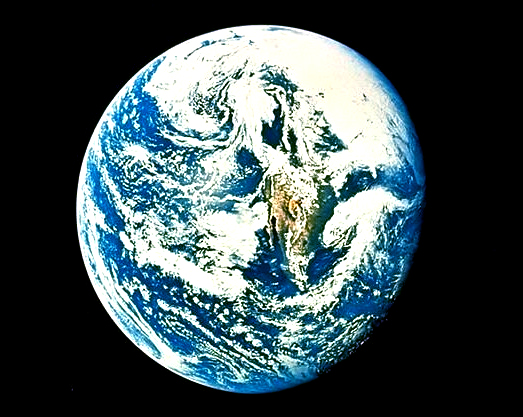
Figura 6: Foto do Planeta Terra tirada na missão Apollo 10.

O transporte espacial tem como objetivo fazer a ligação entre a Terra e o espaço, sendo que o lançamento de qualquer objeto ou pessoas envolve sempre grandes quantidades monetárias. O transporte espacial serve basicamente 4 áreas relacionadas com o espaço: exploração espacial,  manutenção de estações espaciais e satélites artificiais através do envio de astronautas, lançamento de novos satélites artificiais e o turismo espacial.

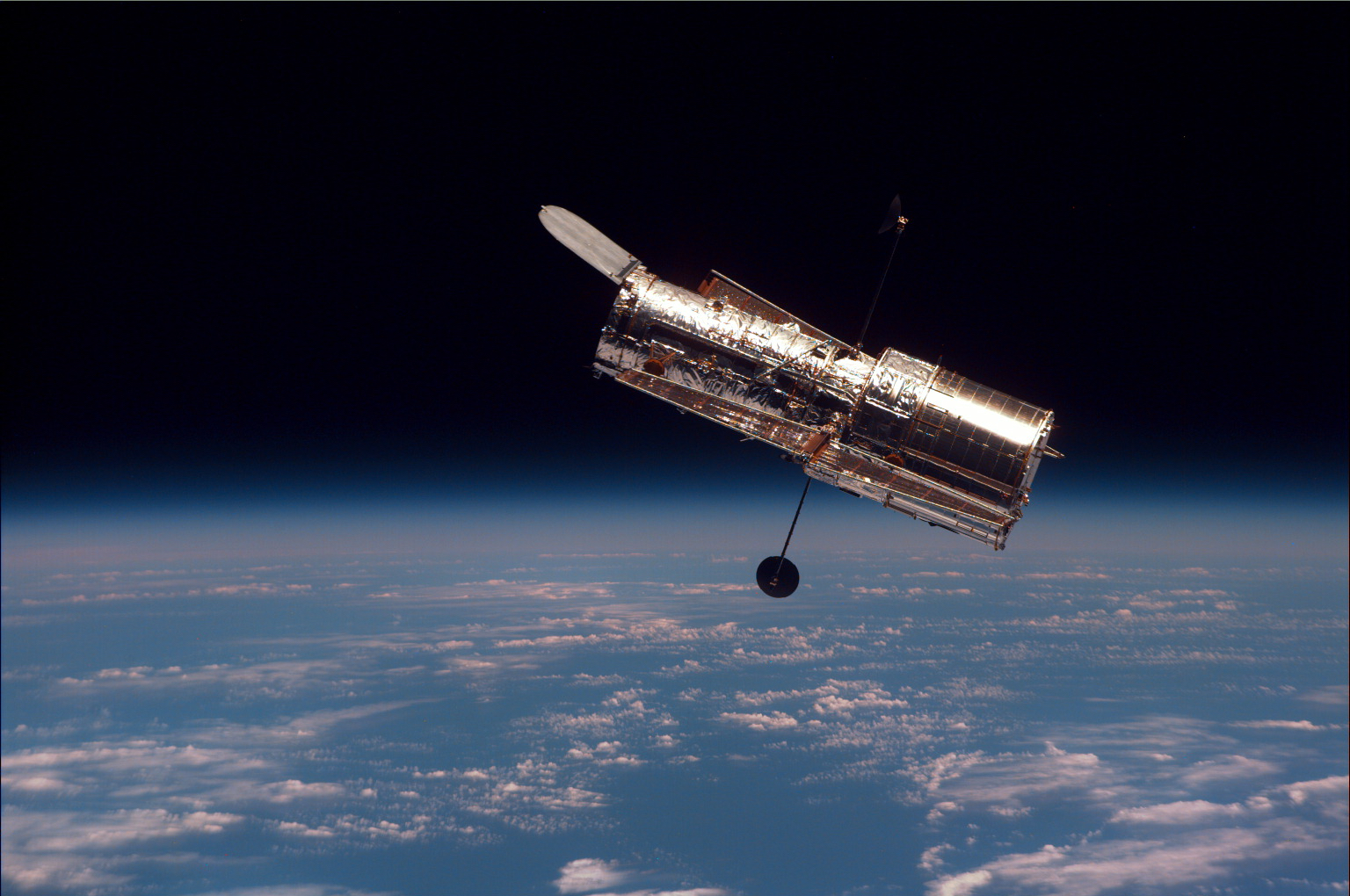
Figura 7: Telescópio espacial Hubble.

A exploração espacial consiste na recolha de informações, tanto material extraterrestre e fotografias do espaço, como a descoberta de novos corpos no espaço, tais como planetas e sistemas. Em 2009 um dos corpos que tem gerado mais atenção é o planeta Marte. A recolha de amostras, tanto de rochas, organismos, como fotografias têm sido alvo de grande interesse por parte da NASA, pois existem teorias que existe vida em Marte, e consequentemente água no centro de Marte.
Também através dos telescópios espaciais que andam em órbita no espaço, é possível tirar amostras fotográficas, para que sejam analisadas por peritos.
A manutenção espacial é de extrema importância para o normal funcionamento dos aparelhos que se encontram no espaço. Esta manutenção visa maioritariamente as estações espaciais, os satélites artificiais e também a substituição de equipas de astronautas que têm um limite de permanência no espaço. Esta manutenção é conseguida através do envio de astronautas por vaivém espacial.

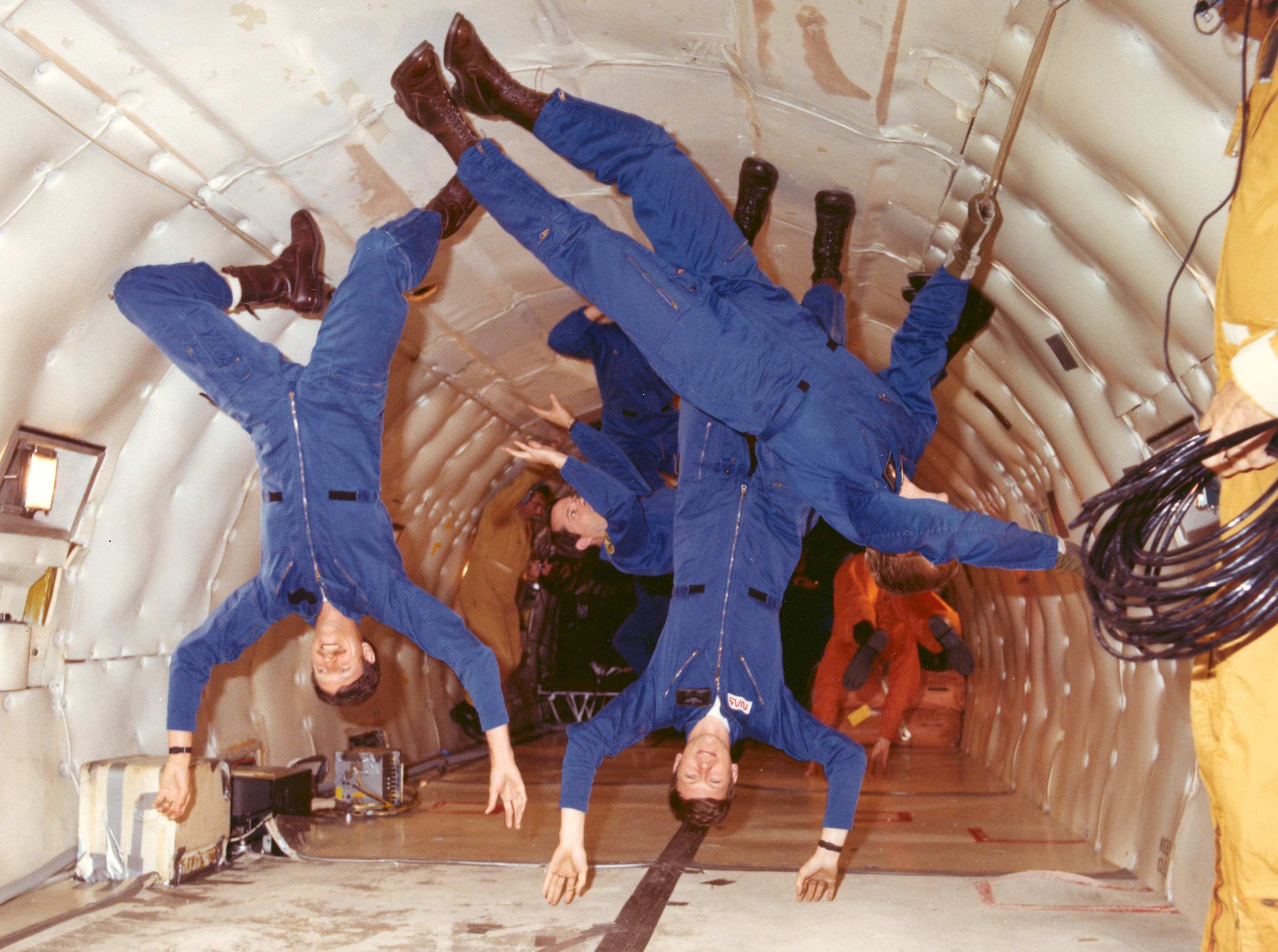
Figura 8: Astronautas no espaço.

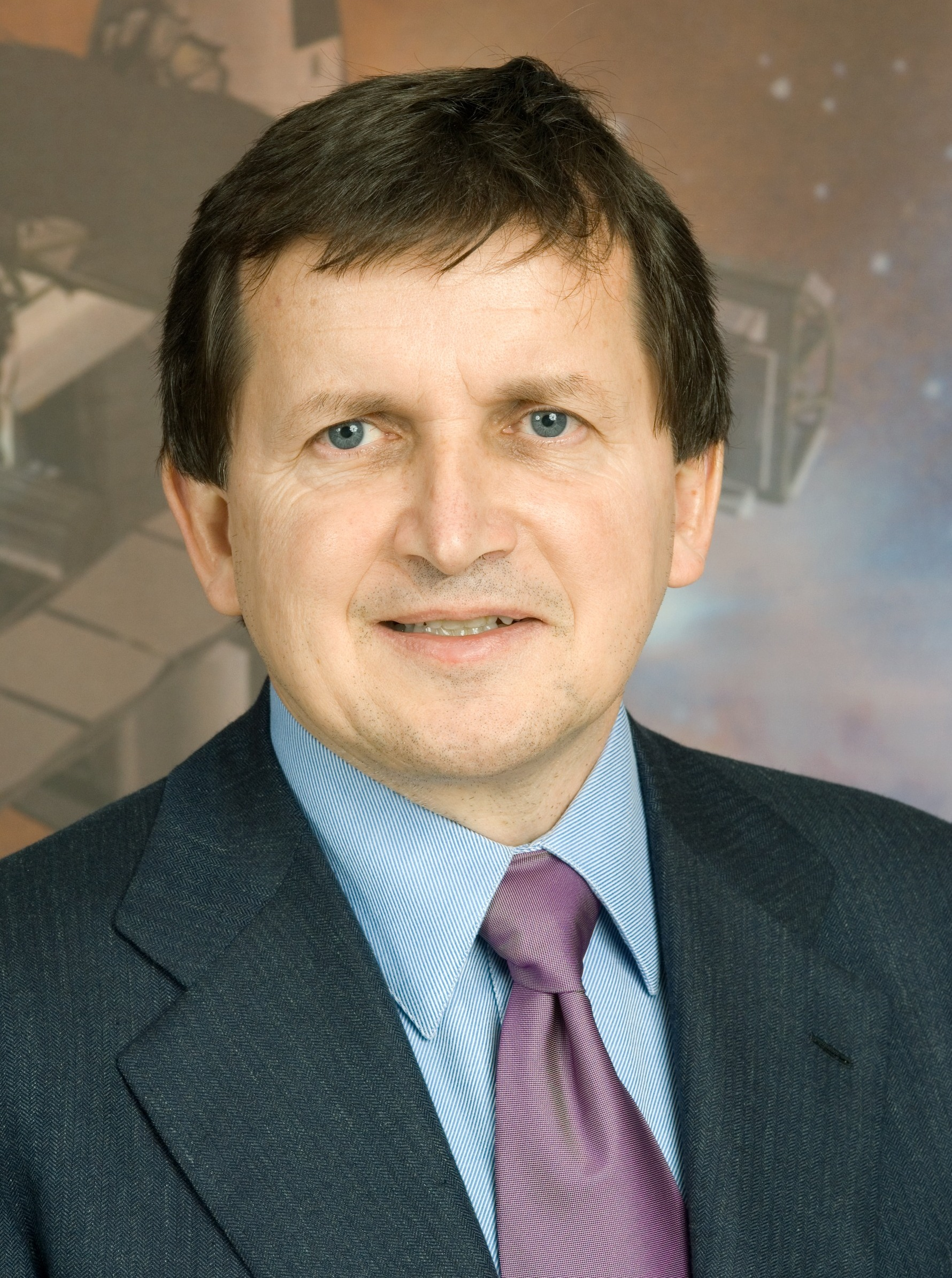
Figura 9: Charls Simonyi, o 1º turista a ir ao espaço duas vezes.

O lançamento de novos satélites artificiais também só é possível através do transporte espacial, pois não se conhece outra forma de colocação de satélites artificiais no espaço.
Agora a área de maior crescimento em matéria espacial e de maior interesse por parte da população mundial, é o turismo espacial. No início do século XXI, várias empresas e organizações decidiram investir no turismo espacial, que permite a qualquer comum humano ter a oportunidade de ficar um certo período de tempo no espaço, podendo desfrutar das paisagens que só são possíveis de ver no espaço, da ausência de gravidade, da oportunidade de ser um astronauta. Para poder usufruir desta experiência única são necessários alguns requisitos, tais como: o pagamento de uma quantia monetária estipulada pela entidade que organiza o transporte (rondam os 20 milhões de euros), atributos físicos mínimos também definidos pela entidade organizadora, e uma lista de espera que pode levar anos ser autorizado a viajar para o espaço
 (Índice, [1997]).

## O interesse do transporte espacial
O interesse do homem pelo espaço, as estrelas, o Sol, e tudo o que se vê no céu de dia e de noite, já existe há milhares de anos. Astrónomos antigos repararam em pontos de luz que pareciam mover-se entre as estrelas. Esses pontos são os planetas, que significam vagabundos, e a esses planetas foram dados nomes de deuses romanos. Mercúrio, mensageiros dos deuses; Vénus, a deusa do amor e da beleza; Marte, o deus da guerra; Júpiter, rei dos deuses e Saturno, pai de Júpiter e deus da agricultura. Também os cometas e meteoros despertaram interesse aos astrónomos.

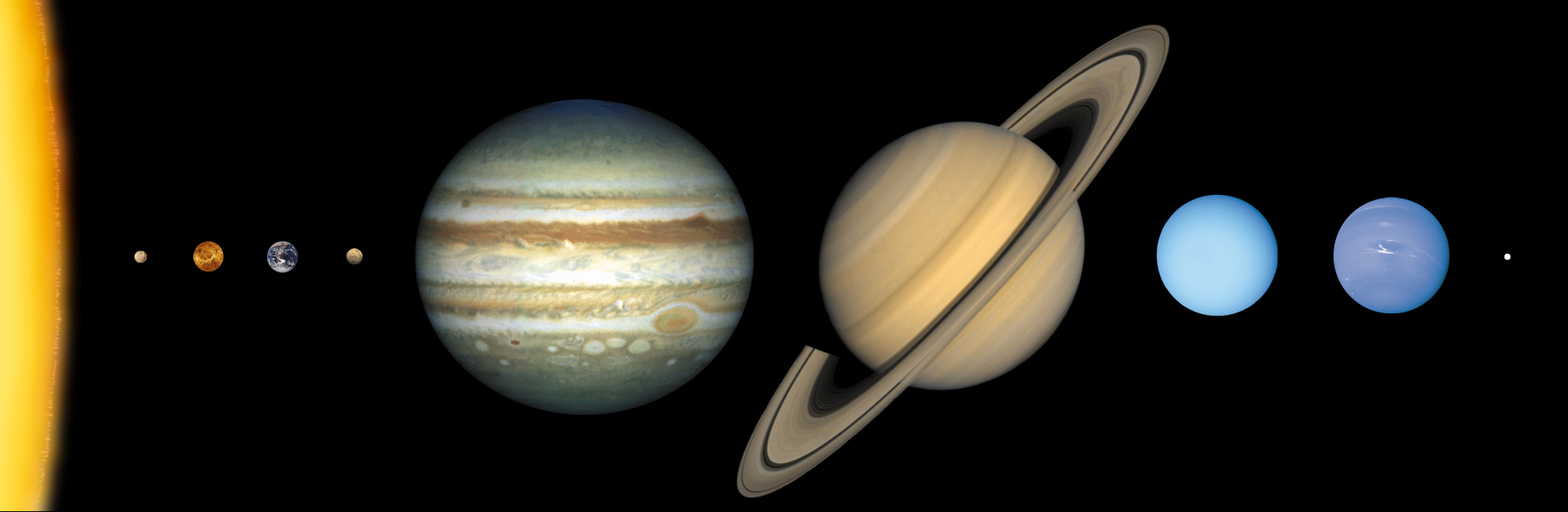
Figura 10: Sistema Solar.

Durante o Renascimento a ciência evolui vertiginosamente. Várias leis físicas fundamentais que descrevem os movimentos planetários, como as órbitas dos planetas em torno do sol foram concluídas. No século XVII, as primeiras utilizações do telescópio, permitiram observar o espaço e os seus corpos, de uma forma nunca antes conseguida. Mas foi já a partir de 1959, que a exploração do sistema solar teve grandes evoluções. Os avanços e desenvolvimento de foguetes após a segunda guerra mundial permitiram que as máquinas criadas pelo homem quebrassem a gravidade terrestre e chegassem à Lua e a vários planetas.
Os Estados Unidos foram responsáveis pelo envio de naves espaciais automatizadas, expedições tripuladas por humanos, até à Lua. Já foram enviadas sondas e satélites artificiais que poisaram em Vénus e Marte, que exploraram o ambiente do Sol, estudaram o comportamento de cometas e asteroides, e também já permitiram a realização de estudos a curta distância acerca dos planetas Mercúrio, Júpiter, Saturno, Úrano e Neptuno.
Todos estes acontecimentos e factos permitiram evoluir e adquirir conhecimentos que temos do sistema solar. E é através do transporte espacial, ou seja, do envio de sondas, satélites e homens que se irá obter mais informação sobre o espaço  (Introdução, [1999]).

## Pré-requisitos para ser um astronauta

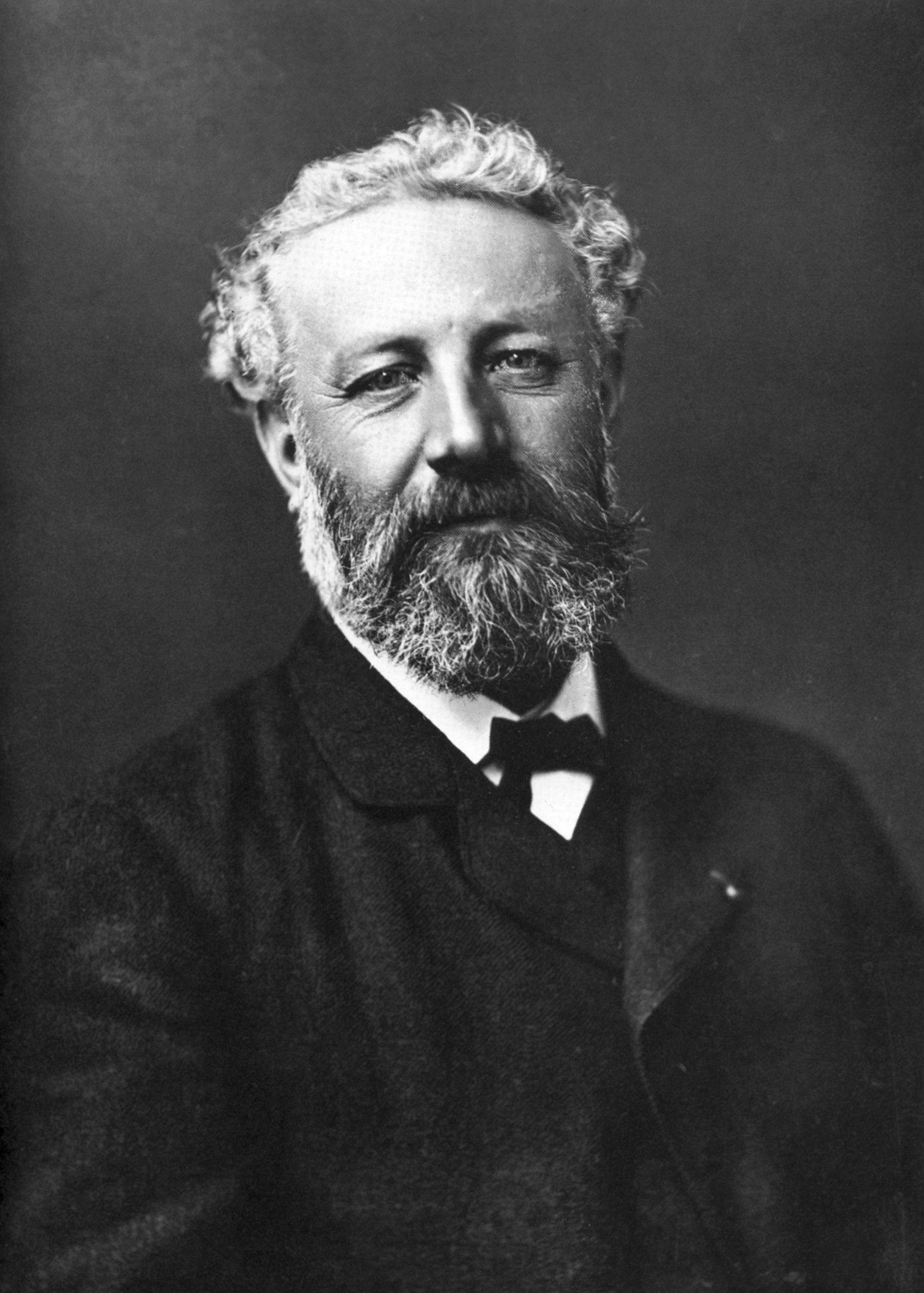
Figura 11: Julio Verne.

Desde a viagem de Júlio Verne à Lua até aos heróis de banda desenhada, Flash Gordon e Tintin, estas personagens de animação aparecerem na primeira metade do século XX, quando o verdadeiro astronauta, a sua essência a sua existência era apenas pensada e formulada no imaginário de cada um, porque ainda não existiam astronautas. Mas em 1959 a National Aeronautics and Space Administration (NASA) pediu aos serviços militares dos Estados Unidos para fazer uma lista de indivíduos que correspondessem a qualificações específicas, requeridas pela NASA. Assim começou o novo programa de astronautas, que permitiria a estes homens a oportunidade de participaram num voo espacial tripulado.

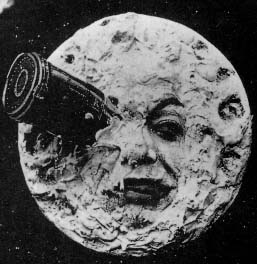
Figura 12: Le voyage dans la Lune de Julio Verne.

Alguns desses requisitos incidiam na necessidade de experiência de voo em aviões de jato e formação em engenharia, condições físicas de acordo com o espaço disponível na cabina da cápsula do programa Mercury que estava em construção. Mais especificamente, em 1959, os requisitos apenas incluíam homens com menos de 40 anos de idade, menos de 1,80 m de altura, condição física excelente, grau de bacharelato ou equivalente em engenharia, piloto de jato qualificado, graduado na escola de piloto de teste, e pelo menos 1500 horas de voo.
Nessa altura, mais de 500 homens candidataram-se. Foram examinados registos militares e médicos, foram feitos testes psicológicos e técnicos, entrevistas efetuadas por especialistas psicológicos e médicos. Como seria de esperar, a grande maioria dos candidatos foram eliminados e alguns desistiram.
Após vários exames, em Abril de 1959 a NASA anunciou uma equipa de sete homens como sendo os primeiros astronautas americanos. Os sete homens eram: tenente da Marinha dos Estados Unidos Malcolm Scott Carpenter; capitães da força aérea Leroy Gordon Cooper, Virgil Grissom e Donald Slayton; tenente-coronel da Marinha John Glenn e tenentes-comandantes, também da Marinha, Walter Schirra e Alan Shepard.

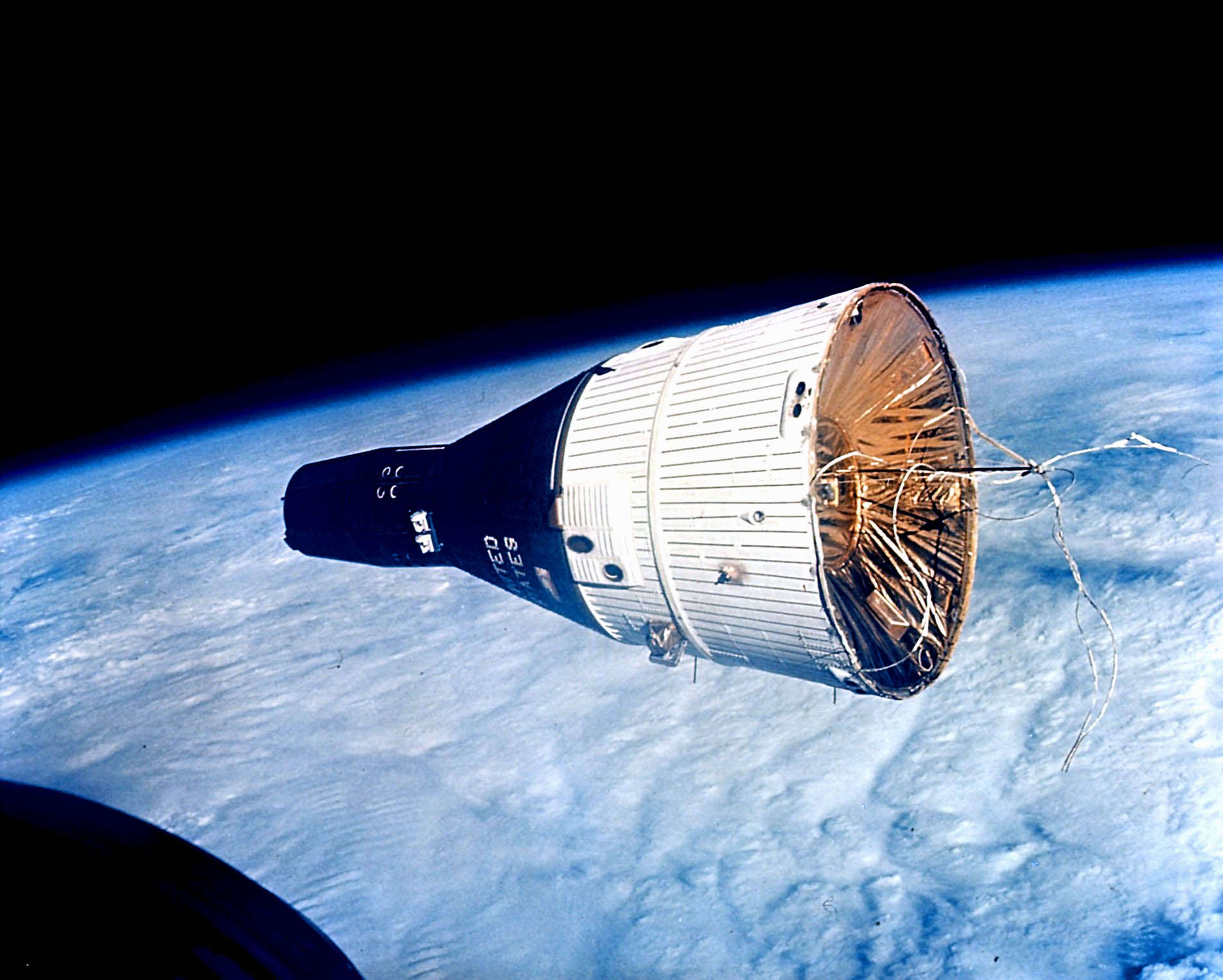
Figura 13: Gemini 6.

Todos estes astronautas voaram no programa Mercury exceto Donald Slayton, que não pode continuar com a experiência devido a problemas cardíacos posteriormente descobertos. 16 anos mais tarde, com o problema resolvido, Donald Slayton, conseguiu finalmente voar no espaço tendo sido membro da tripulação americana no projeto Apollo-Soyuz em julho de 1975, no primeiro voo espacial internacional tripulado.
Em 1962, a NASA fez um novo recrutamento para o projeto Gemini e para o projeto Apollo. Os requisitos foram ligeiramente alterados. A idade mínima passou a ser 35 anos, a altura máxima passou para o 1,83 m, e o programa passou a ser aberto a civis qualificados. De pouco mais de 200 candidatos, passando para 32, finalmente a 9 de setembro de 1962.
Um ano depois (1963), foram escolhidos 14 astronautas, e a principal modificação para ser astronauta passou de experiência de voo para qualificações académicas superiores. Já em 1964, os astronautas já tinham outra categoria pois as suas habitações já eram muito elevadas, sendo que era obrigatório ter o doutoramento ou experiência equivalente nas áreas das ciências naturais, medicina ou engenharia, e esses homens seriam denominados cientistas-astronautas. Foram recomendadas 16 pessoas, e alguns apesar de não ser necessário, eram pilotos de jato qualificados, e não estiveram em treino tanto tempo como os restantes  (Selecção, [1999]).

## A logística presente em alguns meios de transporte espaciais
Todas as naves construídas pela NASA têm formas, tamanhos e características próprias, de acordo com a missão que irão desempenhar, mas todas elas têm pontos em comum. Cada uma tem instrumentos específicos para a sua missão, que são suportados por sistemas básicos que envolvem a energia elétrica, sistema de navegação, processamento de dados e o sistema de comunicação. Focando a energia elétrica, para ter em funcionamento os instrumentos e os sistemas da nave espacial, a NASA utiliza basicamente dois tipos de energia: a energia solar obtida por filas de células fotovoltaicas e pequenos geradores nucleares de forma a poder levar a cabo as missões no sistema solar. Para energia de recurso e fonte de energia secundária são utilizadas baterias recarregáveis.

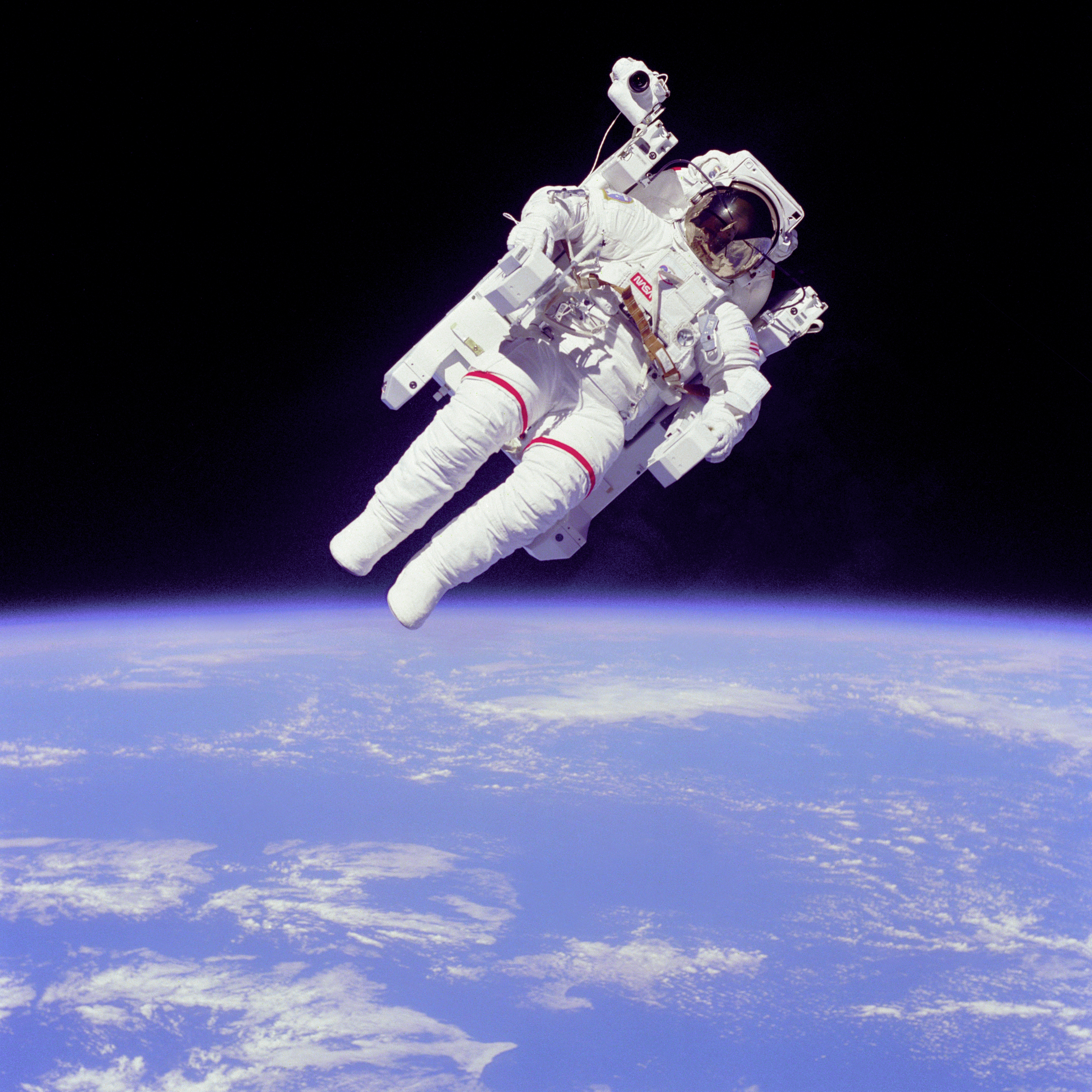
Figura 14: astronauta.

Nas naves estão integrados uns pequenos aceleradores que ajudam a controlar a trajetória da nave. Estes aceleradores estão diretamente ligados a aparelhos de navegação que se guiam por estrelas devidamente selecionadas. Tal como no passado, os navegantes marítimos usavam as estrelas para se guiarem através dos oceanos, nas naves espaciais usam as estrelas para se manterem na rota pretendida. Isto permite que os controladores de voo possam analisar um corpo alvo e poder manter a comunicação com a Terra. Os aceleradores também permitem que tanto a distância planeada como a trajetória pré-definidas sejam corretas, e tenham o mínimo de erro associado.
Entre os anos de 1959 e 1971, a NASA mandou várias naves espaciais para estudar a Lua, o ambiente solar, e os planetas Mercúrio, Vénus e Marte. Estes três planetas têm a mesma composição de rochas sólidas, e são denominados de planetas terrestres, devido às semelhanças com a Terra.
As naves espaciais que serviram para reconhecimento planetário (programa Mariner), obtiveram grande sucesso, pelo que as seguintes missões de reconhecimento foram baseadas nas anteriores. De 1962 a 1975, ocorreram sete missões do programa Mariner, que permitiram obter as primeiras informações sobre os planetas mais próximos. Todas as missões deste programa foram utilizadas como principais fontes de energia painéis solares. Tanto a primeira com a última versão da nave espacial tinham duas asas cobertas com células fotovoltaicas. As outras versões foram equipadas com quatro painéis que se estendiam dos seus corpos octogonais.

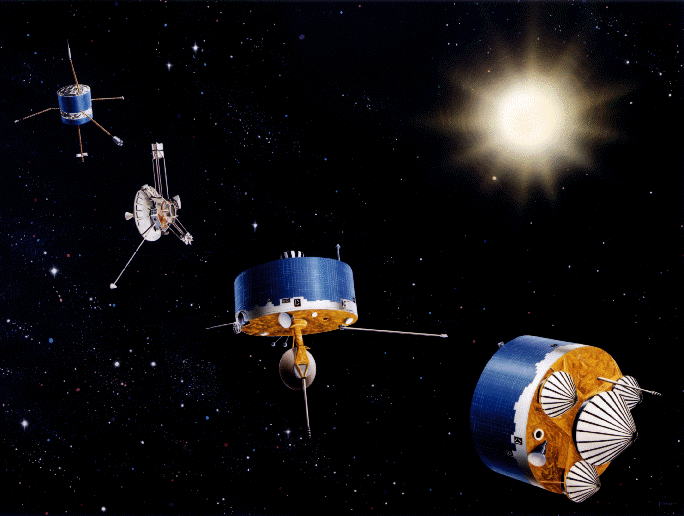
Figura 15: Programa Pioneer.

A naves do programa Mariner variam entre sonda Mariner 2 destinada a Vênus, que pesava 203 quilogramas, até à Mariner 9, que pesava 974 kg, responsável pela órbita de Marte, o desenho base, o esqueleto da nave manteve-se sem grandes alterações durante o programa. A sonda Mariner 5 para Vénus foi concebida para servir de apoio à Mariner 4 que tinha destino a Marte. A sonda Mariner 10 que foi enviada para Vénus e para Mercúrio reutilizou componentes deixados pela Mariner 9 que estudou a órbita de Marte.
Em 1972, a NASA lançou a sonda Pioneer 10 direcionada para Júpiter, no âmbito do Programa Pioneer. Nesta altura o interesse da NASA já incidia sobre os restantes quatro planetas: Júpiter, Saturno, Úrano e Neptuno. Estes planetas iriam mostrar que são basicamente esferas gigantes de gás muito denso, totalmente diferentes da composição dos mundos terrestres já anteriormente observados.

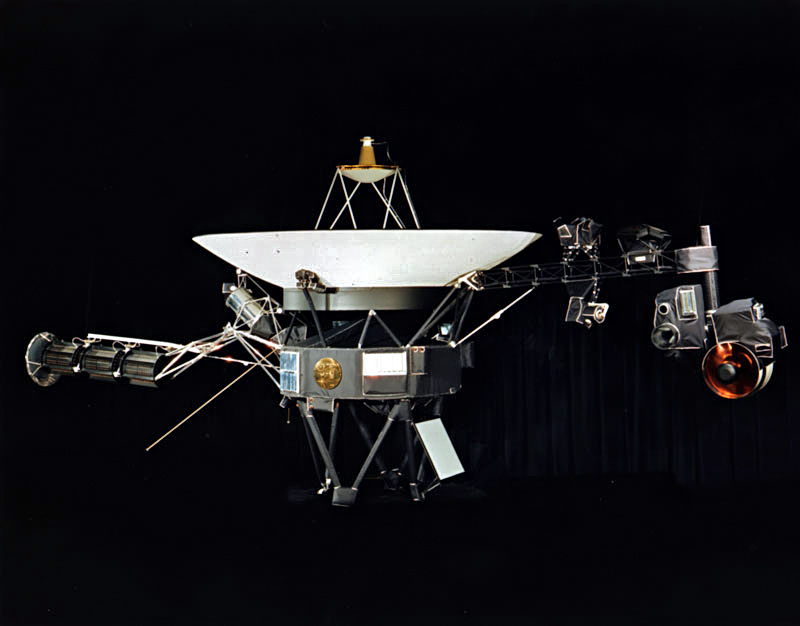
Figura 16: sonda Voyager.

Quatro sondas da NASA - duas Pioneer e duas Voyager - foram enviadas nos anos 1970 com o intuito de percorrer e explorar as regiões exteriores do nosso sistema solar. Como é óbvio, as distâncias que as sondas tiveram de percorrer são bastantes elevadas, e só para atingirem o seu destino, algumas demoraram cerca de 20 meses enquanto outras precisaram de 12 anos para atingirem os locais de observação. Isto significa que alguns tipos de missões demoram anos a concluir e envolvem uma elevada quantidade de fatores preponderantes, tais como o tempo e dinheiro. Foram os primeiros objetos humanos a viajarem tão longe. Nestes casos, a energia solar não é suficiente para suprimir as necessidades das sondas, e devido a isso, optou-se por operar as sondas através da energia elétrica gerada pelo calor do decaimento radioativo.
Nos finais da década de 1970 a NASA criou naves espaciais altamente especializadas para explorar Marte e Vénus. O programa Viking permitiu construir sondas que serviram como estações sísmicas, meteorológicas e também como laboratórios de biologia. Para o transporte dos módulos Viking 1 e Viking 2, foram utilizados duas sondas espaciais descendentes das naves Mariner. Já em 1978 duas sondas Pioneer foram enviadas para Vénus, equipadas com um radar que permitia observar com limitações através do conjunto de nuvens denso que cobre o planeta, as formações da superfície. Uma micro-sonda Pioneer Vénus, transportou quatro sondas que foram largadas através das nuvens. Tanto a sondas Pioneer Vénus como as quatro sondas enviaram informações via rádio sobre a atmosfera do planeta durante a sua descida em direção à superfície  (Naves, [1999]).

## Resumo da cronologia dos lançamentos para o espaço
Em 1912 é realizado na Europa um voo em balão, e são descobertos os raios cósmicos. Já em 1946 é lançado o foguete NRL V-2 nos EUA em que é feita a primeira observação dos raios ultravioleta, provenientes do Sol. Passados 3 anos (1949) através do mesmo foguete NRL V-2 são observados os primeiros raios-x solares.

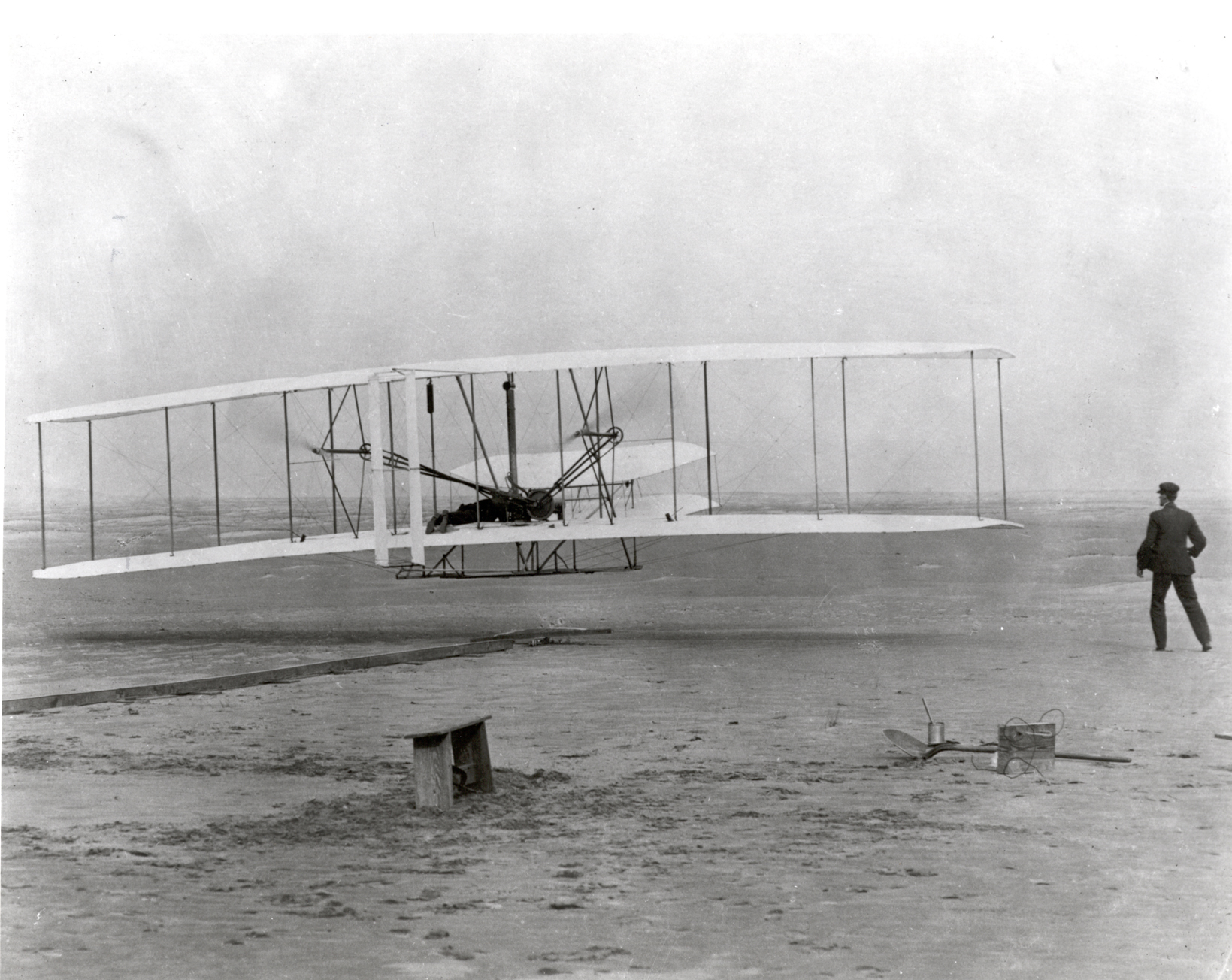
Figura 17: Os irmãos Wright.

Em 1957 é lançado o primeiro satélite artificial pela URSS, o Sputnik 1. Um ano mais tarde, 1958 os EUA conseguem descobrir a cintura de radiação da Terra através do Explorer III. Ainda em 1958, são lançados três modelos da sonda Pioneer (sonda espacial) (0,1 e 2), que foram um total fracasso. Em 1959, o Luna 1 foi a primeira nave a passar pela Lua.  Nova tentativa dos EUA, com a Pioneer 4  que passa a longa distância pela Lua. Luna 2, da URSS, foi a primeira nave espacial a atingir a superfície lunar. Luna 3 tira a primeira imagem da Lua. Já em 1960, a Pioneer 5 é lançada para se manter em órbita. Também em 1960, a URSS começa a explorar Marte, com a Mars 1960A e a Mars1960B, mas não têm sucesso.

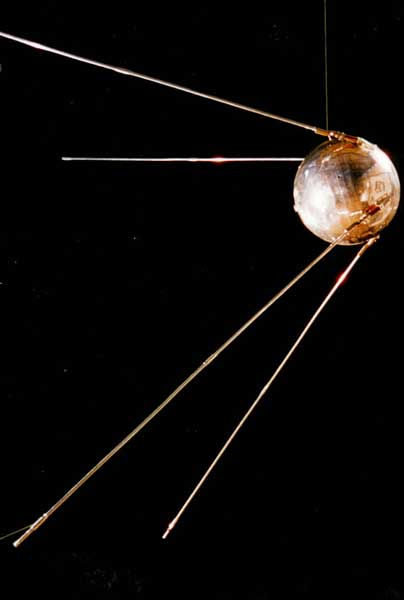
Figura 18: Sputnik.

Em 1961 a URSS lançou a Venera 1, que passaria por Vénus. Os EUA lançaram a Aerobee Rocket em 1962, que observa a primeira estrela de raios X. No mesmo ano dois módulos lunares são lançados pelos EUA, o Ranger 3 e o Ranger 4, e apenas o Ranger 4 tem sucesso. A Mariner 2 recolhe durante meio ano, dados importantes sobre Vénus. É lançado pelos EUA o Ranger 5, também um insucesso. A URSS lança a Mars 1962A, mas explode antes de sair da Terra. No final de 1962 a URSS lança a Mars 1 e a Mars 1962B, mas ambos os projetos são um fracasso. Já em 1963, a Luna 4 é lançada pela URSS, mas também falha. Em 1964 os EUA lançam o Ranger 6 mas também não consegue os seus objetivos. A URSS lança a Zond 1, mas falha nas comunicações, enquanto que os EUA lançam o Ranger 7 que envia algumas fotos da Lua. No final de 1964 os EUA lançam a Mariner 3 e a Mariner 4 e apesar de algumas falhas são recolhidos alguns dados sobre Marte. Os URSS ainda lançam, em 1964, a Zond 2 mas perde-se o contacto com a nave. Em 1965 o Ranger 8, vinda dos EUA, tira fotos da Lua de alta resolução e despenha-se no mar da tranquilidade. Também o Ranger 9 é lançada e tira fotos do seu impacto na Lua. A URSS lança a Luna 5, a Luna 6, a Luna 7 e a Zond 5. Todas as Lunas falham enquanto que a Zond 3 consegue tirar fotos da Lua.
Um ano depois, em 1966, são lançadas a Venera 2 e a Venera 3 pela URSS, mas perdem-se as comunicações em ambas. A Luna 8 é um insucesso. A Pioneer 6 dos EUA, um sonda solar, é um sucesso. A Luna 9, um módulo de poiso lunar da URSS, é um sucesso, e tira fotografias da superfície da Lua. A Luna 10, também é um sucesso, enquanto módulo orbital lunar. Os EUA lançam a Surveyor 1, um módulo de poiso lunar de sucesso. Também pelos EUA, a Lunar Orbiter 1, órbita com sucesso a Lua. A Pioneer 7 dos EUA, também desempenha com sucesso a sua função como sonda solar. Pela URSS a Luna 11, Luna 12 e a Luna 13, módulos orbitais lunares são um sucesso. Enquanto que nos EUA, a Surveyor 2 falha e despenha-se na Lua e a Luna Orbiter 2 é um sucesso e órbita a Lua, fotografa possíveis locais para poiso das naves Apollo, e cai por comando. Em 1967 os EUA lançam a Luna Orbiter 3 e a Luna Orbiter 4, para analisarem a Lua para potenciais locais de poiso das naves Apollo. A Surveyor 3 oriunda dos EUA poisa com sucesso na Lua. A URSS lança a Venera 4 que recolhe dados importantes sobre Vénus. A Mariner 5 dos EUA estuda também Vénus ao mesmo tempo que a Venera 4, e também recolhe dados relevantes. Os EUA lançam a Surveyor 4, a Surveyor 5 e a Surveyor 6  como módulos de poiso na Lua, e apenas a Surveyor 4 falha. A Explorer 35 dos EUA recolhe informações  sobre a Lua. Também pelos EUA, a Luna Orbiter 5 é um sucesso, tirando dados e fotografias. Ainda em 1967 a Pioneer 8 funciona como planeado, sondando o Sol.
Já em 1968, os EUA lançam a Surveyor 7 que poisa na Lua e lançam também a Pioneer 9 como sonda solar com sucesso. A URSS lança a Luna 14, um módulo orbital lunar, a Zond 5 (5375 kg) que passa pela Lua e retorna à Terra com sucesso e a Zond 6 (5375 kg) que também é um sucesso com a Zond 5.
Já em 1968, o primeiro voo tripulado dos EUA, o Apollo 8 (28 883 kg), passa pela Lua e regressa à Terra, efecutando 10 órbitas em torno da Lua. A URSS lança a Venera 5 (1 128 kg) e a Venera 6 (1 128 kg) que recolhem novos dados sobres Vénus. Em 1969 os EUA lançam a Mariner 6 (412 kg) e a Mariner 7 (412 kg) que passam e recolhem dados sobre Marte. A Apollo 10 (42 530 kg) foi lançada pelos EUA, levando 3 astronautas, e recolhem fotografias de alta qualidade, regressando depois à Terra. A Luna 15 pela URSS é lançada mas sem sucesso de retorno.
Em Julho de 1969 os EUA lançam a Apollo 11, módulo de poiso tripulado, o primeiro a poisar na Lua, com o primeiro homem a andar na Lua, recolhe também amostras e realizam algumas experiências. A Apollo 12 também um módulo de poiso lunar tripulado, é um sucesso, de recolha de material deixado por outras sondas e de recolha de novas amostras. Ainda em 1969 a Zond 7, da URSS, passa pela Lua e regressa à Terra com sucesso.
No ano de 1970 o Apollo 13, também um voo tripulado de passagem pela Lua, tem problemas mas os astronautas sobrevivem.
Da URSS são lançadas a Luna 16, a Luna 17 e a Zond 8 recolhem com sucesso dados sobre a Lua. Também é lançada com sucesso na recolha de dados sobre Vénus, a Venera 7.
No início de 1971, a Apollo 14, um módulo de poiso tripulado dos EUA, recolhe amostras e dados da Lua. Os EUA ainda lançam a Mariner 8, mas é um insucesso. A URSS lança a Kosmos 419, mas também falha. Também pela URSS são lançadas a Marte 2 e a Marte 3 com o objetivo de pousar em Marte e recolhem dados relevantes sobre o planeta. Os EUA lançam Mariner 9, um módulo orbital de Marte, que permite novas cartografias de Marte. Também em 71 é lançado a Apollo 15, outro módulo de poiso lunar tripulado, com a maioria dos objetivos alcançados. Enquanto isso a URSS lança a Luna 18, a Luna 19 em 1971 e a Luna 20 já em 1972, sendo que apenas a Luna 18 falhou na recolha de dados.
Em 1972 os EUA lançam a Pioneer 10 que atravessou vários planetas, mas recolheu várias informações sobre Júpiter. Também dos EUA são lançados a Apollo 16 e a Apollo 17, voos tripulados lunares que recolheram mais amostras e informações sobre a Lua. A URSS lança a Venera 8 para recolha de mais informações sobre Vénus.
No ano de 1973 os EUA lançam a Pioneer 11 que passa por Júpiter e Saturno e recolhe informações sobre ambos os planetas.

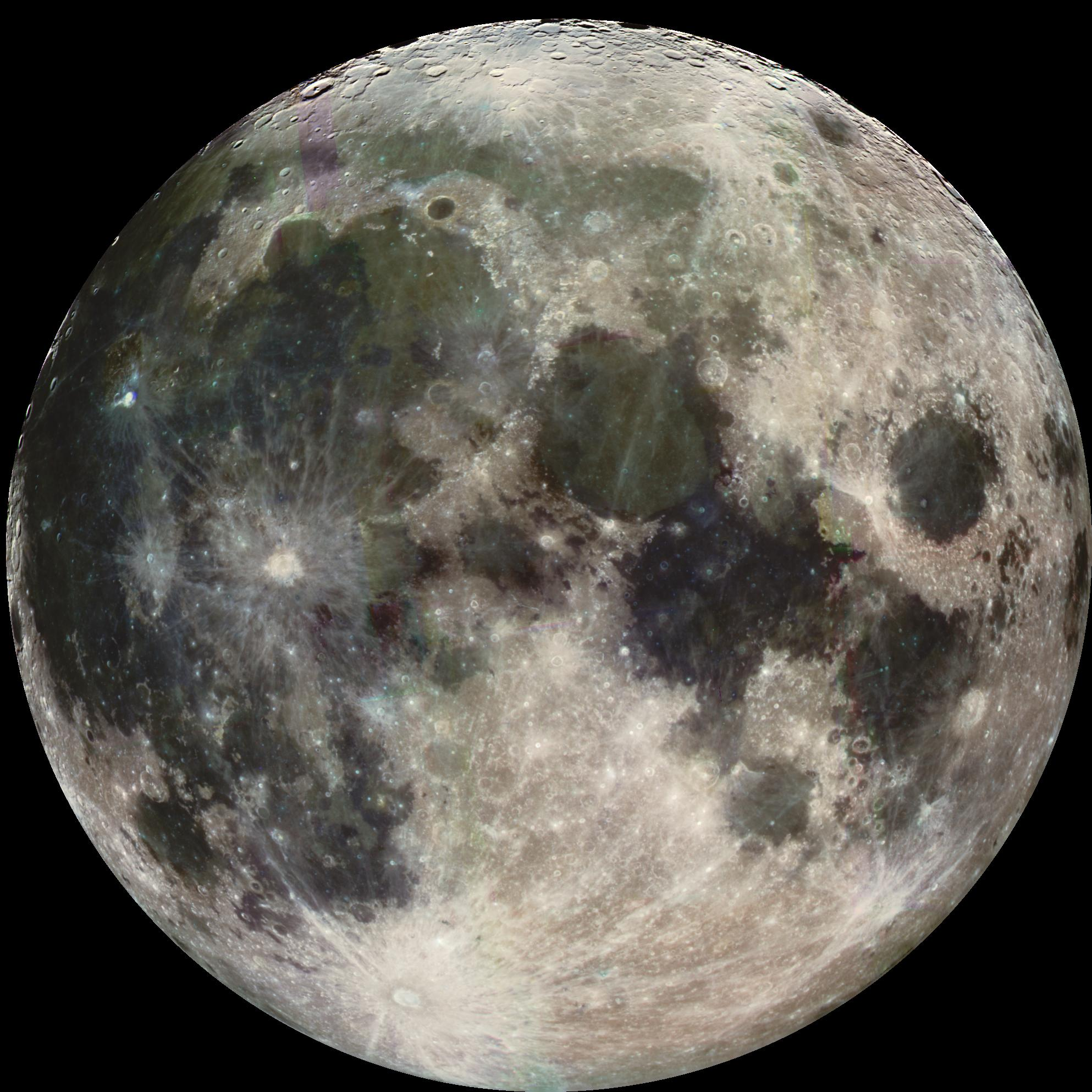
Figura 22: lua cheia.

A Maio de 1973, é lançado pelos EUA a primeira estação espacial, a Skylab. Ainda em 73 os EUA lançam  a Explorer 49 e a Mariner 10, sonda solar dos EUA e e voo de passagem de Mercúrio e Vénus para recolha de informação, respetivamente. Por seu lado a URSS em 1973 lançou a Mars 4,5,6 e 7. As duas primeiras Mars como sondas orbitais e as duas restantes para poisar em Marte, todas com o intuito de recolha de informação.
Em 1975 a URSS lança a Luna 22, um módulo orbital lunar com sucesso e a Luna 23 sonda lunar que se despenhou. Lança também a Venera 9 e a Venera 10 como módulos orbitais e de poiso em Vénus, com sucesso na recolha de informação. Os EUA e a Alemanha Ocidental lançam a Helios 1, uma sonda solar com sucesso. Também lançam a Viking 1 e a Viking 2, módulos orbitais e de poiso em Marte, que recolhem fotografias panorâmicas, amostras e outras informações sobre Marte.
Em 1976 apenas dois lançamentos. Por parte dos EUA e da Alemanha Ocidental, o lançamento da Helios 2, uma sonda solar. Pela URSS o lançamento da Luna 24, um módulo de poiso lunar, que traz  amostras lunares.
Em 1977 apenas o lançamento da Voyager 2 dos EUA, um voo de passagem por Júpiter, Saturno, Úrano e Neptuno e da Voyager 1 que passou por Júpiter e Saturno. Em 1978 os EUA lançam a Pioneer Vénus 1, pioneira nas naves orbitais, que recolhe vários dados sobres Vénus. Também a Pioneer Venus 2, uma sonda atmosférica de Vénus, recolhe dados relevantes para análise.
O primeiro monitor interplanetário dos EUA é lançado, o Explorador Internacional Sol-Terra 3. Ainda em 78 a URSS lança a Venera 11 e a Venera 12 para recolha de dados sobre Vénus.
Já em 1980, os EUA lançam uma sonda solar, a Missão Solar Máximo, criada para fornecer dados sobre o Sol.
No ano de 1981, a URSS lança a Venera 13, a Venera 14, a Venera 15 e a Venera 16, para recolha de informações na superfície de Vénus. A URSS lança em 1984, a Vega 1 e a Vega 2, voo de passagem por Vénus/Cometa Halley e sonda de Vénus/Cometa Halley, respetivamente.
Já em 1985, no Japão, é lançado a Sakigake, um voo de passagem pelo cometa Halley, enquanto que na Europa é lançado o Giotto, também um voo de passagem pelo cometa Halley.

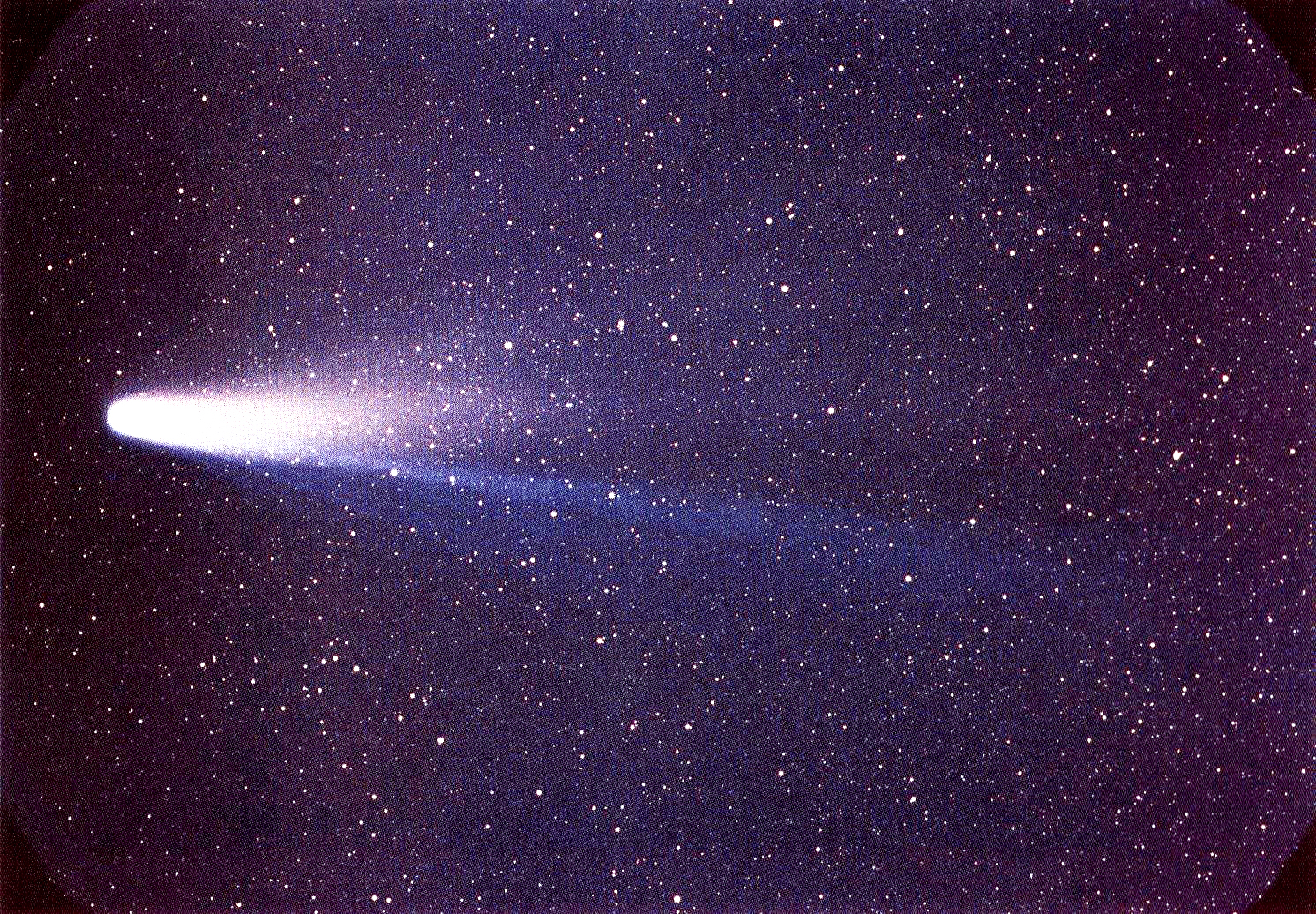
Figura 23: Cometa Halley.

No princípio de 1988 são lançados a Fobos 1 e a Fobos 2, voo orbitais/passagem e de poiso em Marte, oriundos da URSS.
No ano de 1989, os EUA lançam o Magalhães, uma sonda orbital de Vénus, para fazer um mapa de Vénus. Também é lançado o Galileo, uma sonda orbital de Júpiter/ sonda atmosférica dos EUA e da Europa, para estudar a atmosfera de Júpiter e outros corpos espaciais.
Já em 1990 os EUA e a Europa lançam o Hubble Space Telescope, um telescópio espacial que permite tirar fotografias de alta resolução e o Ulysses, um voo de passagem pelo Sol. No Japão por sua vez, é lançada a primeira sonda não americana e não russa a pousar a Lua, a Muses-A.

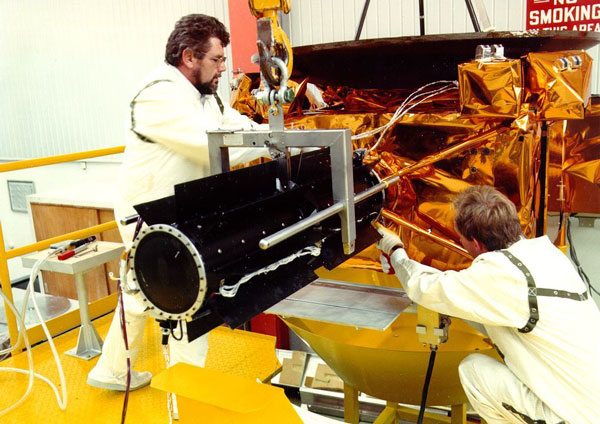
Figura 24: Trabalho na sonda Ulysses.

No ano de 1991 houve apenas um lançamento, a Yohkoh, um sonda solar em parceria entre os EUA, Japão e Inglaterra, para estudar a radiação de alta energia das chamas solares.
No ano de 1992, também apenas houve um lançamento por parte dos EUA, a Mars Observer, uma sonda orbital de Marte, mas teve problemas de comunicação.
Já no ano de 1994 os EUA lançam a "Sonda para Estudo Científico do Espaço Longínquo", a Clementine, uma sonda orbital lunar, com o objetivo que criar um mapa topográfico da Lua.
Em dezembro de 1995 uma parceria entre a Europa e os EUA, ocorre o lançamento do SOHO (Solar and Helispheric Observatory - Observatório Solar e Heliosférico), para estudar todos os fenómenos que derivam do Sol e influenciam a Terra.

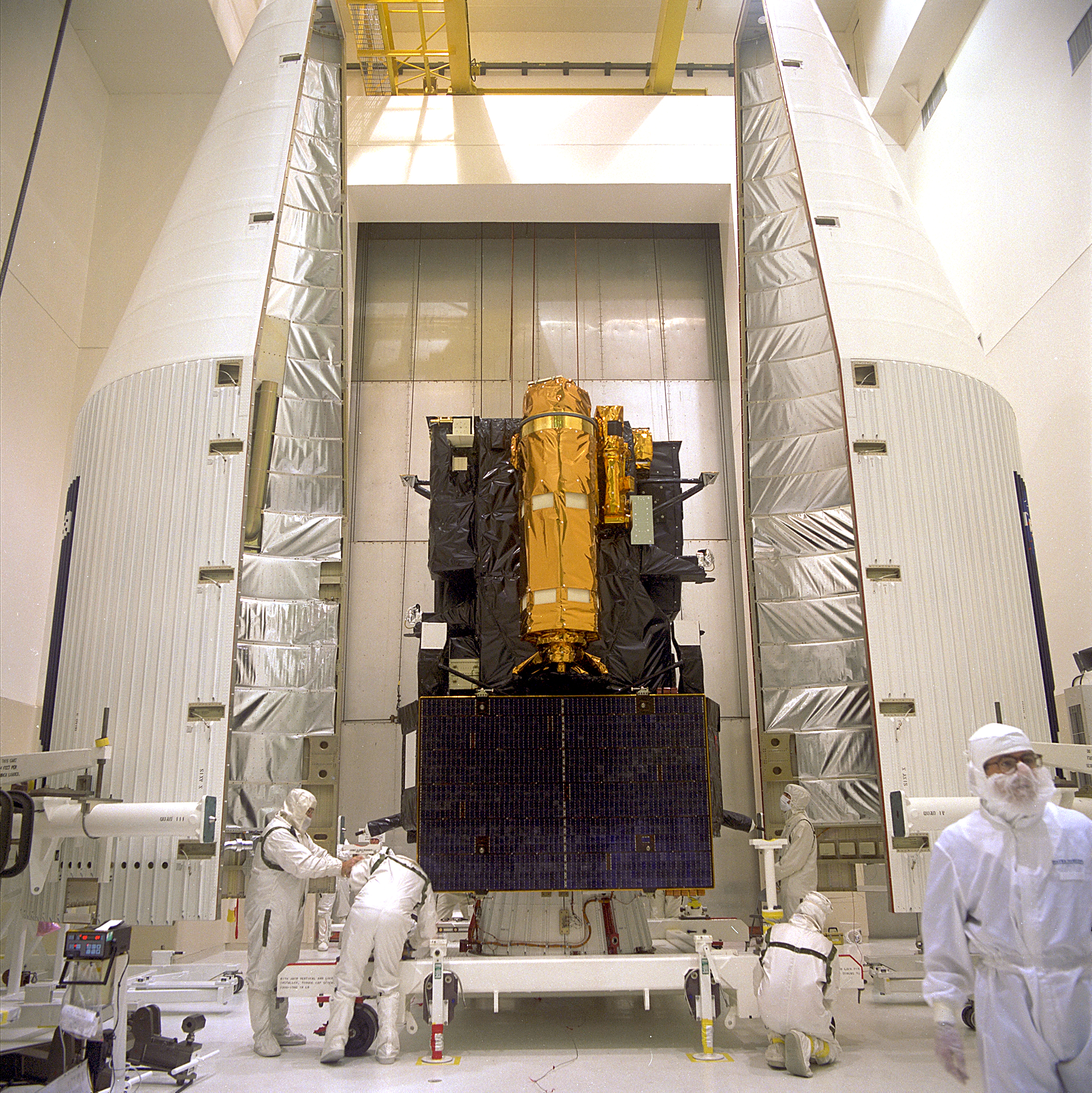
Figura 25: SOHO pronto para ser fechado.

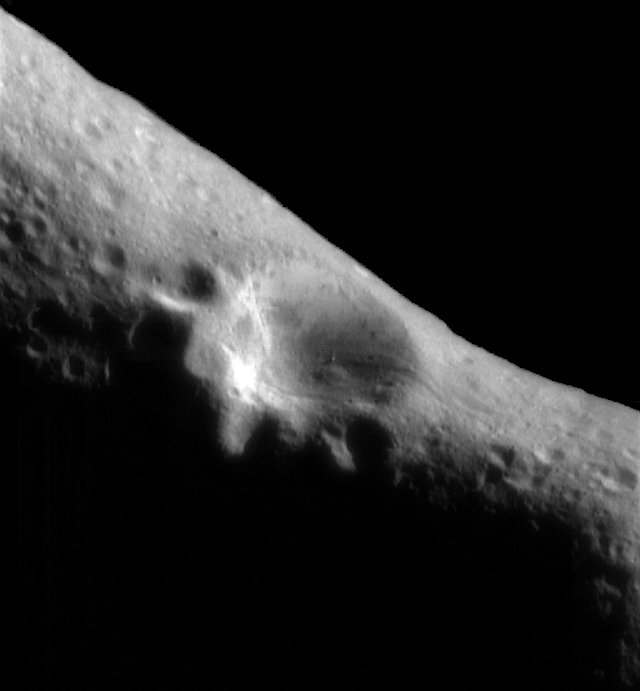
Figura 26: Primeira observação do cometa 433 Eros.

Em 1996, os EUA lançam o NEAR (Encontro com Asteroides Próximo da Terra - Near Earth Asteroid Rendezvous), para estudar o asteroide 433 Eros, próximo da Terra. Também é lançado o Mars Global Surveyor, uma sonda orbital de Marte, para estudar várias características de Marte. Na Rússia é lançado o Mars 96, um módulo orbital e de poiso, mas despenhou-se algures entre a costa do Chile e a Ilha da Páscoa, devido a problemas de timing da ativação dos foguetes. Nos EUA é lançado o Mars Pathfinder, um módulo de poiso e veículo de superfície de Marte, que recolheu vários dados, e deu nome a alguns locais encontrados em Marte. Permaneceu 83 dias em Marte.
Dois anos mais tarde, em 1998, outra sonda orbital lunar, a Lunar Prospector, para recolha de dados sobres a composição da superfície lunar, e recolher dados sobre campos magnéticos e de gravidade.
No Japão, o Instituto Japonês do Espaço e da Ciência Espacial lança a sonda Nozomi, para estudar Marte. Nos EUA são lançados a Mars Surveyor '98 Orbiter em conjunto com a Mars Surveyor '98 Lander, para estudar o ambiente, tanto o clima como o solo de Marte.
Já em 1999 o Japão lança a Lunar-A, uma sonda lunar, para estudar as propriedades sismométricas e térmicas da Lua, enquanto que os EUA lançam a Stardust (sonda espacial) para recolha de amostras do cometa P/Wild 2 e um satélite espacial meteorológico para observar tempestades espaciais, o IMAGE.
Em 2001 os EUA lançam uma nave, a Pluto Express, para passar por Plutão e recolher dados sobre este. Também é lançada a sonda Mars Surveyor 2001, para Marte.
Em 2002, no Japão, é lançada a Muses-C, para recolha de amostras do asteroide Nereus e também a Lunar Exploration Orbiter, um módulo orbital e de poiso lunar.
No ano de 2003, a Europa lança a Rosetta, uma nave espacial de encontro e poiso no cometa Wirtanen. Ao mesmo tempo nos EUA, é lançada a sonda Mars Surveyor, uma sonda de Marte.
Já em 2005 é lançada pelos EUA a Mars Surveyor 2005, para recolha de amostras de Marte.
Já em 2006 os EUA lançam a sonda orbital New Horizons para estudar Plutão, a Lua Charon e o cinturão de Kuiper.
Em 2007, os EUA lançaram uma sonda de recolha de informação para Marte, a Mars Phoenix Lander
 (Cronologia, [1999]).